# Дисимилация
Дисимилацията е фонологично явление, при което някои фонеми се изменят, отдалечавайки се от други близко разположени в думата или фразата звуци чрез своята промяна или пълно изчезване.
В българския език дисимилацията се наблюдава рядко и главно в разговорни или диалектни форми, като най-типично е избягването на съседство на звуковете „м“ и „н“ (например „тъмно“ → „тъвно“, „стомни“ → „стовни“, „много“ → „млого“).
Противоположен на дисимилацията е процесът на асимилация.